# Tarragoilus diuturnus
Tarragoilus diuturnus är en insektsart som beskrevs av Andrej Vasiljevitj Gorochov 2001. Tarragoilus diuturnus ingår i släktet Tarragoilus och familjen Prophalangopsidae. Inga underarter finns listade i Catalogue of Life.